# 望南公園
望南公園，又称望南黨建公園或望南口袋公園，是位於廣東省廣州市白雲區嘉禾街道望崗南約的一處公園。此處原為望崗村黎氏大宗祠及其風水塘的用地，連同周邊的廢棄幼兒園、危舊房、違建餐飲和電房拆除後的用地一同改造後成為公園。望南公園佔地約6000平方公尺，包括宗祠廣場、風水塘、樓間空地及村口口袋公園四個部分。公園於2020年5月開始建設，原定同年10月底落成。但因拆遷等因素影響，延至2021年11月中旬才建設基本完成，並於2022年1月12日落成啓用。

## 歷史

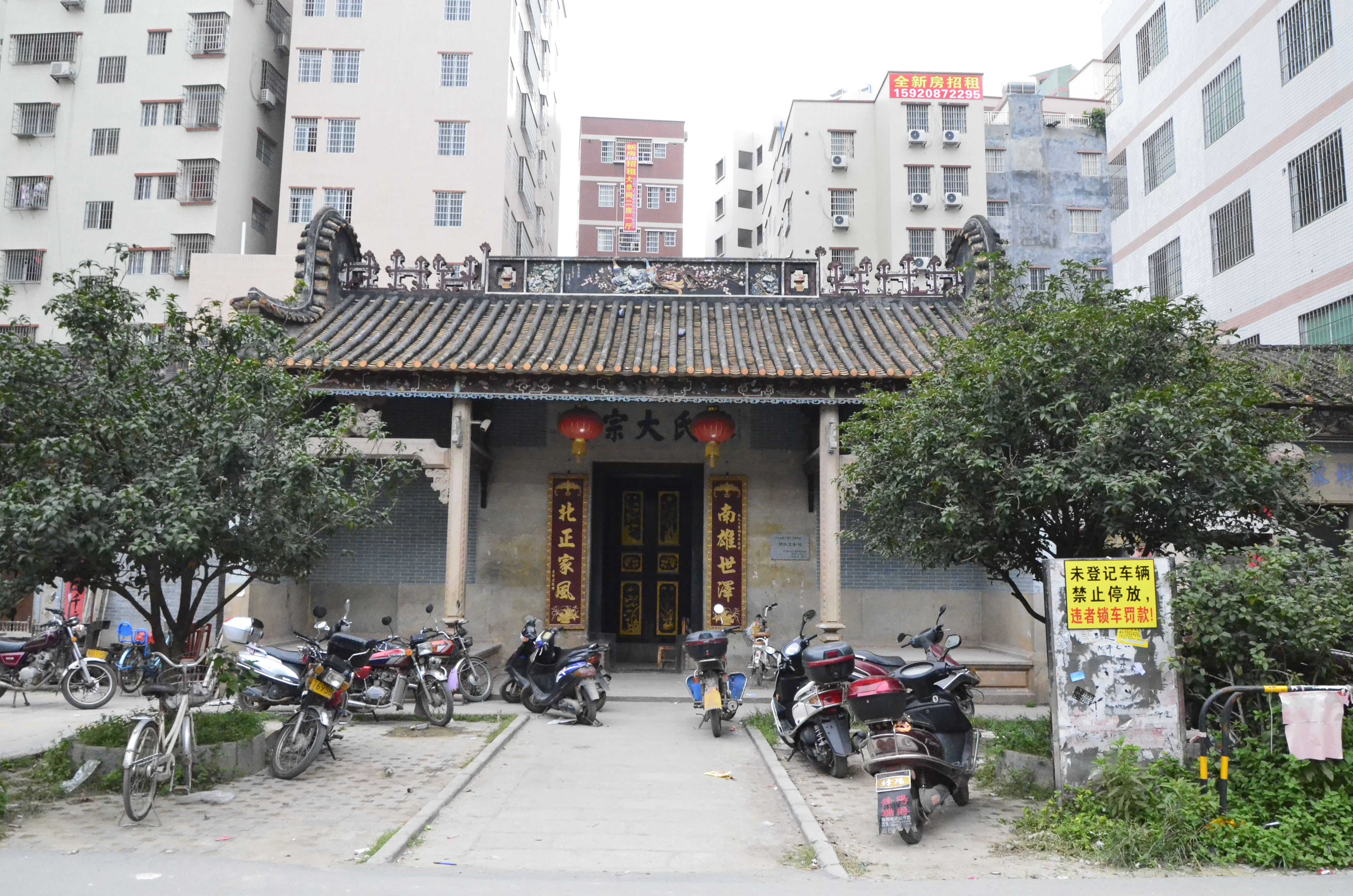
公園内的黎氏大宗祠，建於清朝道光年間

望南公園用地原為黎氏大宗祠及在宗祠前面的風水塘，大宗祠始建於清朝道光年間，為白雲區登記文物保護單位。宗祠及風水塘周邊區域均為望崗村村民主要的活動場所。
2017年，廣州市白雲區嘉禾街望崗經濟聯社黨委因黨組織戰鬥力不強、黨建台賬基礎薄弱等原因，被上級黨組織列為軟弱渙散黨組織。因此，望崗經濟聯社開展「整頓」行動，以此為契機提出改建望南公園的計劃。此時，望南公園的場地存在公共設施與空間破敗、交通系統混亂、缺少活動區域、休憩空間不足的問題。廣州市規劃和自然資源局在現場踏勘後，將望南公園的改建計畫列為2020年「社區事·大師做」的示範項目之一。改建計畫亦被列入嘉禾街、望崗經濟聯社十件民生實事之一。望崗經濟聯社投入了約人民幣1100萬元用於公園的建設。改建計畫由廣東省十佳青年風景園林師、廣州本土設計師孫虎主持，並由何鏡堂院士評審。
2020年5月，望南公園的建設方案確定，暫定名稱為「雲山在望」，後更名為「同堂」。此方案亦會拆除風水塘週邊的廢棄幼兒園、危舊房、違建餐飲和變電站等設施。公園計劃於2020年10月底完工。由於此工程涉及拆遷問題，尤其是變電站易址重建需時，使得公園的建設進度落後於計畫。2021年11月中旬，望南公園建設基本完成。2022年1月12日，廣州市規劃和自然資源局總規劃師華而實，白雲區委常委、組織部長張建如、嘉禾街相關負責人、社區設計師孫虎共同為望南公園揭牌，公園正式對外開放。

## 設計
望南公園的設計主題為「同堂」，透過望南社區本地的歷史文化符號，串聯黎氏宗祠和風水塘，將場地獨有的歷史文化融入景觀再造中。公園注重原有景象的保護，保留了風水塘原有的喬木。公園入口處定制設計了導視標識，採用深色仿石鋁板，將印有“望南村”字樣的立體銘牌與周邊公共設施相結合。望南公園在風水塘的西南側破除堤岸，設置數級下沉階梯，而在風水塘東側是設置了連廊和景亭。公園中心的景亭設計元素來源於當地書法家黎湛枝的書法，連廊則嵌入了滿洲窗的彩色玻璃，景亭空間與廊道空間采用開放式的錯位隔斷設計。公園拆除了風水塘與民居之間的圍墻，將原有的古巷連通。而黎氏大宗祠門前的廣場劃定為汽車禁行區，改建為文化廣場。廣場原有的石材鋪地採原位鋪設，而在新的石材鋪裝上有使用雷射刻印的黎氏遷徙的歷史。公園被劃分為口袋公園、休閒空間、文化廣場及休閒遊廊、健身遊樂空間等功能性場地，滿足街坊鄰居的活動空間需求。公園在設計時根據村民的需求，在風水塘周邊規劃了可以下棋的座凳，使得村民有充分的聊天和交流區域。

## 評價
《廣州日報》評論員胡俊指，望南公園的建設「全程傾聽當地居民對公園改造的意見和訴求」，並稱此公園「更為契合社區個性」。而望南公園的總設計師孫虎也因此公園而獲得「廣州市社區設計師突出貢獻獎」。